# Apophua iridipennis
Apophua iridipennis är en stekelart som först beskrevs av Smith 1860.  Apophua iridipennis ingår i släktet Apophua och familjen brokparasitsteklar. Inga underarter finns listade i Catalogue of Life.